# Canhão a vapor
Um canhão de vapor é um canhão que lança um projétil usando apenas calor e água, ou usando um suprimento imediato de vapor de alta pressão de uma caldeira. O primeiro canhão a vapor foi projetado por Arquimedes durante o Cerco de Siracusa.
Leonardo da Vinci atribuiu a invenção a Arquimedes. Contudo, não há relatos contemporâneos de Arquimedes sobre o projeto, sendo possível que Leonardo tivesse acesso a informação que ainda existia, ou tenha chegado a essa conclusão com estudos coletivos de arqueologia.  

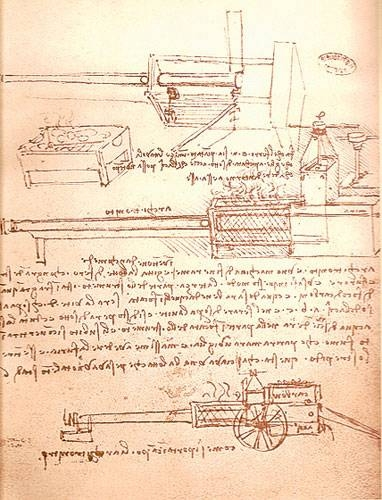
Desenho ilustrativo do canhão a vapor por Leonardo da Vinci.

Leonardo escreveu:
Architronito è una macchina di fine rame, invenzione di Archimede, e gitta ballotte di ferro con grande strepito e furore. E usasi in questo modo. La terza parte dello strumento istà in fra gran quantità di foco di carboni, e quando sarà bene da quelle infocata, serra la vite d, ch 'è sopra al vaso dell'acqua abc; e nel serrare di sopra la vite e' si distopperá di sotto e tutta l'acqua discenderá nella parte incfocata dello strumento, e li subito si convertirà in tanto fumo che parirà maraviglia, e massime a vedere la furia e sentire lo strepido. Questa cacciara una ballotta che pesara un talento sei stadi. Fa che 'l ferro em sia pontato im mezzo la tarola che gli è appiccata di sotto, a ciò che l'acqua possa in un tempo cadere d'intorno a essa asse.
Em 1829, um canhão a vapor experimental de diâmetro de 17,5 mm foi desenvolvido pelo Coronel Karelin do Corpo Imperial Russo de Comunicações. O barril era de cobre verde em um invólucro de cobre vermelho; era capaz de disparar balas de canhão a uma taxa de 50 tiros por minuto. Os testes em 1829 falharam e a arma foi transferida para o arsenal de São Petesburgo.

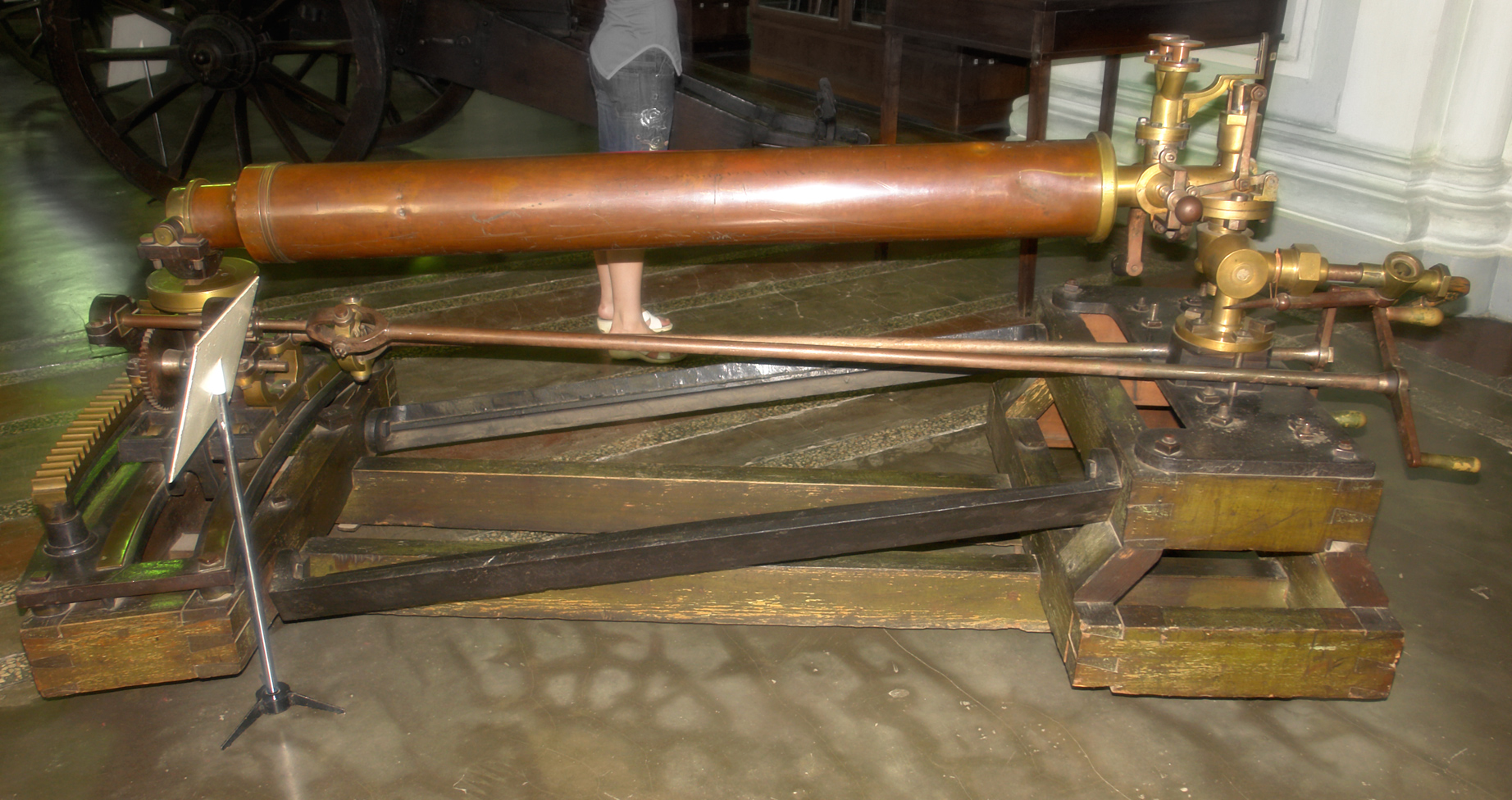
Protótipo experimental de canhão a vapor do Império Russo, 1829.

O Winans Steam Gun fabricado em 1861 foi um canhão centrífugo a vapor usado durante a Guerra Civil Americana pelos Confederados . Ele usava energia a vapor e forças centrífugas para propelir projéteis. Não foi usado com sucesso na batalha.

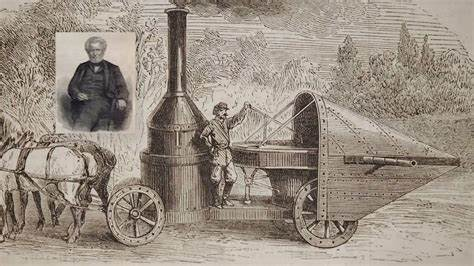
Wiinans Steam Gun, gravura de 1861.

Em 1940 Um canhão a vapor de sucesso na Segunda Guerra Mundial foi o Projetor Holman, que foi usado para lançar bombas Mills explosivas no ar para criar uma barragem defensiva contra aeronaves inimigas voando baixo. Esses canhões de vapor posteriores foram disparados introduzindo rapidamente uma rajada de vapor altamente pressurizado na câmara atrás do projétil, acelerando o projétil até o cano a uma alta velocidade, muito parecido com um canhão de ar , só que mais poderoso. A função fundamental do dispositivo era basicamente a mesma de uma máquina a vapor, apenas com um projétil no lugar de um pistão. O Projetor Holman foi produzido pela Holman Brothers of Cornwall, especializada em equipamentos pneumáticos para mineração.

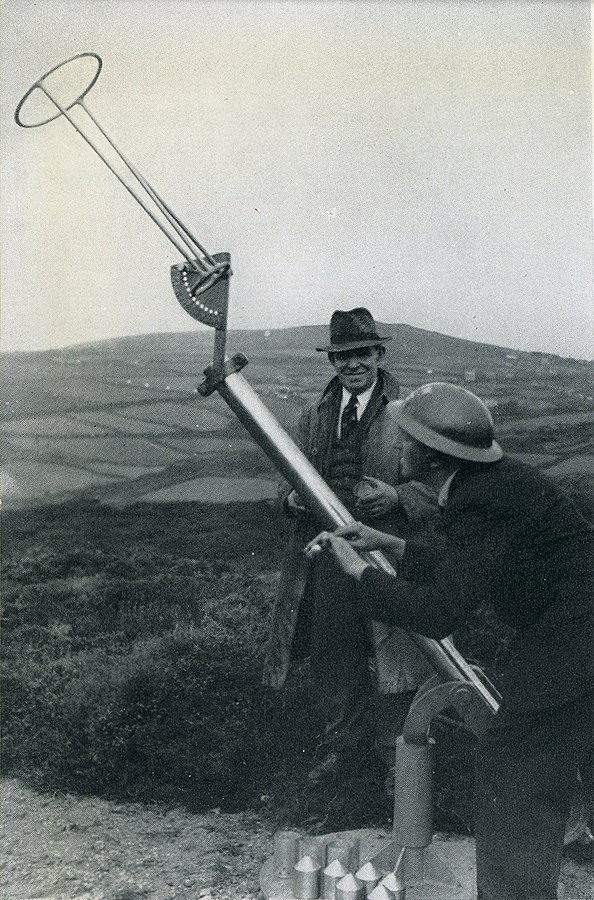
Holman Projector, um projetor de granadas antiaéreas, utilizado pela Marinha Real Britânica em 1940.

Os modelos eram movidos a ar comprimido, armazenados em cilindros de alta pressão. Depois de uma defesa bem-sucedida do SS Highlander em agosto de 1940, derrubando dois hidroaviões Heinkel , houve uma demanda por mais projetores para serem instalados em pequenos arrastões navais . Como essas embarcações eram movidas a vapor, mas não tinham sistema de ar comprimido, o Almirantado solicitou que Holmans desenvolvesse uma versão do Projetor movida a vapor. Havia preocupações de Treve Holman sobre os efeitos do calor no projétil da bomba Mills. Um teste foi organizado, onde um rolo compressor a vapor emprestado foi usado para 'cozinhar' o projetor e o projétil, a 190°C por 20 minutos antes de o projétil ser disparado com segurança a 1.000 pés de altitude.
Leonardo da Vinci foi quem atribuiu a invenção do canhão a vapor a Arquimedes.